# Grabovnik
Grabovnik är en ort i Bosnien och Hercegovina.   Den ligger i entiteten Federationen Bosnien och Hercegovina, i den södra delen av landet, 100 km sydväst om huvudstaden Sarajevo. Grabovnik ligger 82 meter över havet och antalet invånare är 200.
Terrängen runt Grabovnik är kuperad åt nordväst, men åt sydost är den platt. Närmaste större samhälle är Ljubuški, 5,6 km öster om Grabovnik. 
Runt Grabovnik är det ganska tätbefolkat, med 93 invånare per kvadratkilometer.